# Antonio Suárez Vázquez
Antonio Suárez Vázquez (Madrid, 20 de maig de 1932 - Madrid, 6 de gener de 1981) va ser un ciclista espanyol que fou professional entre 1956 i 1965.
El seu principal èxit esportiu fou el triomf a la Volta a Espanya de 1959. Aquell mateix any va guanyar el Gran Premi de la Muntanya i dues etapes, a més de quedar segon en la classificació per punts. A la Volta a Espanya obtingué altres bons resultats, com ara una quarta posició el 1961 i la sisena el 1963. També guanyà tres vegades el Campionat d'Espanya en ruta, entre 1959 i 1961.
Es convertí en el primer ciclista espanyol en pujar al podi al Giro d'Itàlia, en acabar tercer el 1961, a més de guanyar una etapa. Al Tour de França el millor resultat fou la dissetena posició aconseguida el 1960.
Una vegada retirat, fou president de la Federació Castellana de Ciclisme de 1969 a 1973.

## Palmarès
- 1956
  - Campió de Castella
  - 1r de la Volta a Los Carabancheles
  - Vencedor d'una etapa a la Volta a Astúries
- 1957
  - Vencedor d'una etapa a la Volta a Espanya
  - Vencedor d'una etapa a la Volta a Andalusia
  - Vencedor d'una etapa a la Volta a Astúries
  - Vencedor d'una etapa a la Volta a La Rioja
  - Vencedor de 2 etapes a la Volta a Llevant
- 1958
  - 1r a San Salvador del Valle
  - Vencedor d'una etapa a la Volta a Andalusia
  - Vencedor d'una etapa a la Bicicleta Eibarresa
  - Vencedor d'una etapa al Circuito Montañés
- 1959
  -  Campió d'Espanya en ruta
  - Campió d'Espanya de les Regions
  -  1r de la Volta a Espanya, vencedor de 2 etapes i 1r del Gran Premi de la muntanya
- 1960
  -  Campió d'Espanya en ruta
  - 1r a la Barcelona-Madrid i vencedor d'una etapa
  - Vencedor d'una etapa a la Volta a Espanya
  - Vencedor d'una etapa a la Bicicleta Eibarresa
- 1961
  -  Campió d'Espanya en ruta
  - Vencedor d'una etapa a la Volta a Espanya i 1r de la classificació de la regularitat
  - Vencedor d'una etapa al Giro d'Itàlia
  - Vencedor d'una etapa a la Barcelona-Madrid
- 1963
  - 1r al Gran Premi San Lorenzo
- 1964
  - Campió d'Espanya de les Regions
- 1965
  - Campió d'Espanya de les Regions

### Resultats a la Volta a Espanya
- 1956. Abandona (17a etapa)
- 1957. 21è de la classificació general. Vencedor d'una etapa
- 1958. Abandona (11a etapa)
- 1959. 1r de la classificació general. Vencedor de 2 etapes. 1r del Gran Premi de la muntanya
- 1960. 11è de la classificació general. Vencedor d'una etapa
- 1961. 4t de la classificació general. Vencedor d'una etapa. 1r de la classificació de la regularitat
- 1963. 6è de la classificació general
- 1965. 30è de la classificació general

### Resultats al Tour de França
- 1957. Abandona (9a etapa)
- 1958. 64è de la classificació general
- 1959. Abandona (13a etapa)
- 1960. 17è de la classificació general
- 1962. Abandona (18a etapa)
- 1963. 43è de la classificació general

### Resultats al Giro d'Itàlia
- 1961. 3r de la classificació general. Vencedor d'una etapa  Porta el mallot rosa durant una etapa
- 1962. 11è de la classificació general.  Porta el mallot rosa durant tres etapes
- 1964. 16è de la classificació general